# Coracinotus squamiferus
Coracinotus squamiferus is een rechtvleugelig insect uit de familie van de sabelsprinkhanen (Tettigoniidae). De wetenschappelijke naam van deze soort is voor het eerst voorgesteld als Uromenus squamiferus door Ignacio Bolivar in een publicatie uit 1907.
De soort komt voor in Zuidoost-Spanje.